# Campo Imperatore
Кампо Імператоре (італ. Hotel Campo Imperatore) — високогірний готель, який знаходиться на висоті 2000 метрів, на гірськолижному курорті гірського масиву Гран-Сассо. Здобув світову популярність завдяки лідеру італійських фашистів Беніто Муссоліні, який перебував тут під арештом, після усунення його уряду і відсторонення його самого з посади прем'єр-міністра і був звільнений десантним спецназом СС на чолі з Отто Скорцені 12 вересня 1943 року по особистим наказом Адольфа Гітлера. У готелі розташовується музей присвячений цій темі.

## Історія
Будівництво готелю почалося на початку 30-х років за програмою розвитку гірськолижного туризму в Королівстві Італія і зокрема в регіоні Л'Аквіла. Відкриття відбулося в 1934 році, готель був названий на честь плато на якому він розташовується. Після Другої Світової війни готель був реконструйований і до сих пір продовжує працювати будучи яскравою історичною пам'яткою.

## Ув'язнення в готелі Муссоліні
25 липня 1943 року в результаті змови вищого військового і політичного керівництва і при особистому схваленні короля Віктора Еммануїла III прем'єр-міністр і дуче Беніто Муссоліні був знятий з посади і заарештований новим урядом маршала Бадольо. Деякий час Муссоліні знаходився під вартою на островах Понца і Ла-Маддалена, однак, новий італійський уряд серйозно побоювався, що Гітлер або місцеві італійські фашисти спробують його звільнити. Тому 28 серпня він був доставлений в важкодоступне місце, в готель Кампо Імператорі в високогірній місцевості. Проте, головний союзник Муссоліні, Гітлер відразу після звістки про арешт Дуче доручив ОКВ розробку і здійснення спецоперації з пошуку і звільнення Дуче. Очолив операцію Отто Скорцені, добре знайомий з місцевістю Італії. Пошук місця ув'язнення у Скорцени зайняв більше місяця. Нарешті 12 вересня 1943 року за допомогою літаків і планерів десант Скорцені висадився поруч з готелем. Муссоліні був звільнений і доставлений до Німеччини.